# Кайруан (вилайет)
Кайруа́н (араб. ولاية القيروان‎, Эль-Кайрван) — вилайет в Тунисе.
- Административный центр — город Кайруан.
- Площадь — 6 712 км², население — 551 900 человек (2007 год).

## География
На севере граничит с вилайетом Загван, на востоке с вилайетами Сус и Махдия, на юго-востоке с вилайетом Сфакс, на юго-западе с вилайетом Сиди-Бу-Зид, на западе с вилайетом Сильяна.

## Административное деление
Вилайет Кайруан делится на 11 округов:
- Бу-Хаджла (Bou Hajla)
- Шебика (Chebika)
- Эшрарда (Echrarda)
- Эль-Ала (El Alâa)
- Хаффуз (Haffouz)
- Хаджеб-эль-Аюн (Hajeb El Ayoun)
- Северный Кайруан (Kairouan Nord)
- Южный Кайруан (Kairouan Sud)
- Наср-Аллах (Nasrallah)
- Эль-Васлатия (Oueslatia)
- Сбиха (Sbikha)